# Ковалёв, Геннадий Иванович
Генна́дий Ива́нович Ковалёв (10 октября 1945, Новый Дурулгуй, Читинская область — 30 декабря 2024, Чита) — советский биатлонист, чемпион мира 1973 года в эстафете, заслуженный мастер спорта СССР (1973).

## Биография
Геннадий Ковалёв родился в 1945 году в селе Новый Дурулгуй, которое входило в состав Ононского района. Образование получал в школе села Нижний Цасучей. Будучи учеником, начиная с седьмого класса стал увлекаться различными видами спорта: занимался лёгкой и тяжёлой атлетикой, футболом и волейболом, зимой — лыжными гонками. К окончанию школы имел по лыжам первый спортивный разряд, по лёгкой и тяжёлой атлетике — второй спортивный. Окончив школу, устроился на работу в совхоз «Красная Ималка» водителем трактора и поступил в сельскохозяйственный институт, расположенный в городе Улан-Удэ.
В 1964 году, спустя всего три месяца после поступления в вуз, Ковалёв был призван на службу в армию. На пункте призыва внимание на Геннадия обратил глава отдела по физической подготовке железнодорожной станции Дивизионная. С с тех пор спортсмен начал свою профессиональную карьеру, начав тренироваться в армейском спортивном клубе №19. По разным источникам, спустя 6 месяцев или в 1966 году он одержал победу на чемпионате Забайкальского военного округа по лыжам, финишировав первым в гонке на 30 км. После этого Ковалёв попал в сборную военного округа и принял участие в соревнованиях среди военнослужащих сухопутных войск.
Ежегодно проводил в Чите соревнования по биатлону на призы Ковалёва Геннадия Ивановича.
Скончался утром 30 декабря 2024 года в Чите в возрасте 79 лет. Незадолго до смерти у Ковалёва произошёл инсульт, и биатлонист находился в процессе восстановления.

## Результаты

### Чемпионаты мира[8]
| Год  | Индивидуальная гонка 20 км | Эстафета 4х7,5 км |
| ---- | -------------------------- | ----------------- |
| 1973 | 2                          | 1                 |
| 1974 | 16                         |                   |